# Panisea uniflora
Panisea uniflora är en orkidéart som först beskrevs av John Lindley, och fick sitt nu gällande namn av John Lindley. Panisea uniflora ingår i släktet Panisea och familjen orkidéer. Inga underarter finns listade i Catalogue of Life.

## Bildgalleri